# 高画眉草
高画眉草（学名：Eragrostis alta）是禾本科画眉草属的植物，是中国的特有植物。分布在中国大陆的海南省等地，常生于林下潮湿沙土上，目前尚未由人工引种栽培。